# Kewanee (Illinois)
Kewanee – miasto w Stanach Zjednoczonych, w stanie Illinois, w hrabstwie Henry.